# のれん繁昌記
『のれん繁昌記』（のれんはんじょうき）は、1966年11月5日から1967年3月25日までフジテレビ系列の毎週土曜20:00 - 20:56（JST）に放送されていた日本のテレビドラマ。全21回。
大正製薬の一社提供。

## 概要
かつてこの枠で5シリーズに渡って放送された『のれん太平記』の復活版。今回は京風和菓子屋「嵯峨野」が舞台になる。
なお『のれん太平記』以来3年続いた大正製薬一社提供・下町人情ドラマは、これが最後、そしてこの枠の一社提供番組も最後となった。

## 出演者
- 藤谷せい：三益愛子
- 藤谷万知子：森光子
- 藤谷洋一郎：宝田明
- 藤谷登喜子：白川由美
- 藤谷安津子：入江若葉
- 大崎冬子：川口晶
- 大崎米吉：田武謙二
- 大崎とん子：春川ますみ
- 中里綾子：草笛光子[1]

## スタッフ
- 脚本：寺島アキ子、西島大
- 演出：吉岡哲雄、大野木直之
- 制作：フジテレビ、東宝[2]